# رود دارلا

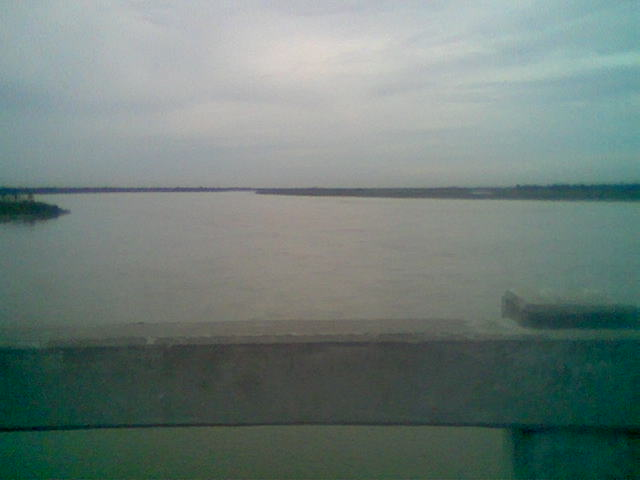
نمایی از رود دارلا، یک رود مرزی در کشور بنگلادش - ۲۰۰۶

رود دارلا (بنگالی: [ ধরলা নদী, Dhorola nodi] Error: {{Lang}}: متن دارای نشانه‌گذاری ایتالیک است (راهنما)) یک رود مرزی در کشور بنگلادش است. این رود از هیمالیا با نام رود جالداکا سرچشمه می‌گیرد ولی در بنگلادش با نام رودخانه دارلا شناخته می‌شود. دارلا از بنگال غربی در هند به ناحیه لال‌منیرهات بنگلادش وارد می‌شود.